# Duin-eikenbos
Het duin-eikenbos (Convallario-Quercetum dunense) is een associatie uit het zomereik-verbond (Quercion roboris). Het omvat bosvegetatie van oude, ontkalkte of kalkarme duinen. Het duin-eikenbos wordt niet door alle vegetatiekundigen als een aparte associatie beschouwd; het wordt weleens tot de beuken-eikenbossen (Fago-Quercetum) gerekend, of, voor de meeste voedselarme duinbossen, tot de berken-eikenbossen (Betulo-Quercetum roboris).

## Naamgeving en codering
De wetenschappelijke naam Convallario-Quercetum dunense is afgeleid van de botanische namen van twee kensoorten, het lelietje-van-dalen (Convallaria majalis) en de zomereik (Quercus robur).

## Fysiognomie
Het wordt in de regel hoger dan het duin-berkenbos, tot 20 m hoogte, met in de boomlaag vooral zomereik. In de kruidlaag kan het lelietje-van-dalen plaatselijk grote oppervlakten innemen, maar is ook vaak afwezig.

## Ecologie
Het duin-eikenbos is te vinden op zandige, oligotrofe bodems in oude duinen. Het ontstaat uit het duin-berkenbos door verdere verdroging en ontkalking.

## Diagnostische taxa voor Nederland en Vlaanderen

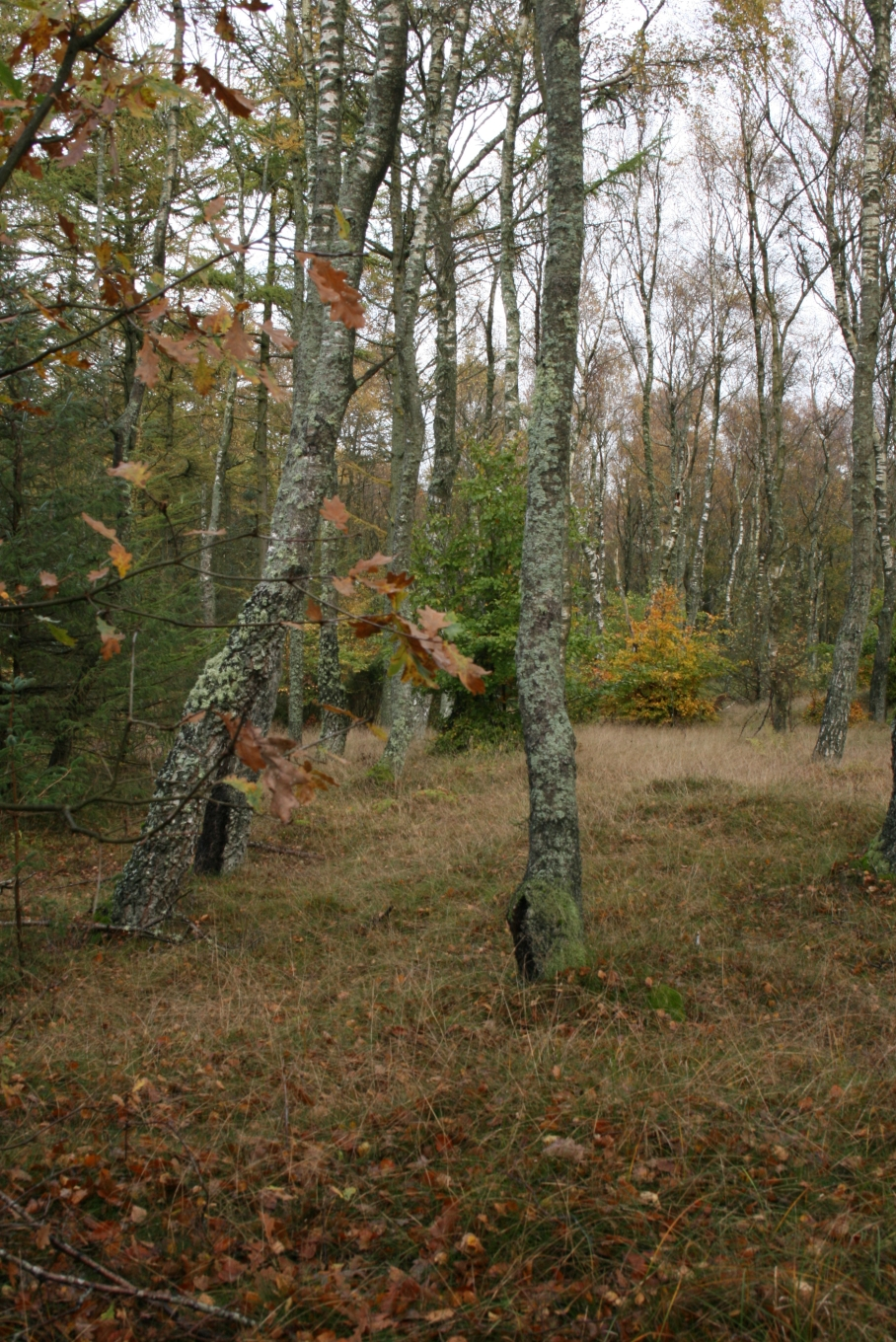
Berken-eikenbos

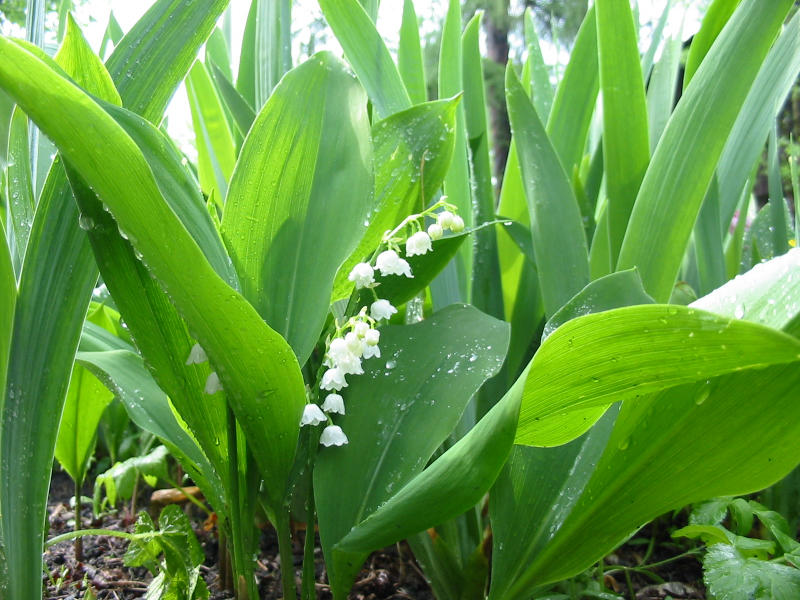
Lelietje-van-dalen

De associatie heeft zelf geen kentaxa. In de onderstaande tabel staan de belangrijkste diagnostische plantentaxa voor Nederland en Vlaanderen.
| Kentaxon   | Diff.soort | Presentie | Nederlandse naam   | Wetenschappelijke naam | Opmerking |
| ---------- | ---------- | --------- | ------------------ | ---------------------- | --------- |
| Boomlaag   |            |           |                    |                        |           |
|            |            |           | zomereik           | Quercus robur          |           |
| Struiklaag |            |           |                    |                        |           |
|            |            |           | -                  |                        |           |
| Kruidlaag  |            |           |                    |                        |           |
|            |            |           | lelietje-van-dalen | Convallaria majalis    |           |
|            |            |           | wilde kamperfoelie | Lonicera periclymenum  |           |
|            |            |           | duinriet           | Calamagrostis epigejos |           |
|            |            |           | valse salie        | Teucrium scorodonia    |           |
| Moslaag    |            |           |                    |                        |           |
|            |            |           | -                  |                        |           |

## Verspreiding
In Nederland wordt het duin-eikenbos vrij algemeen aangetroffen in de Hollandse duingebieden, en sporadisch op de Waddeneilanden.
In Vlaanderen zijn kalkarme of sterk ontkalkte duinen zeldzaam, zodat het duin-eikenbos hier niet wordt onderscheiden.